# NGC 492
NGC 492, đôi khi còn được gọi là PGC 4976 hoặc GC 280, là một thiên hà xoắn ốc bị chặn trong chòm sao Song Ngư. Nó nằm cách Trái Đất khoảng 590 triệu năm ánh sáng và được phát hiện vào ngày 6 tháng 12 năm 1850 bởi kỹ sư người Ireland Bindon Blood Stoney. Mặc dù John Dreyer, người tạo ra Danh mục tổng quát mới, ghi nhận phát hiện này cho nhà thiên văn học William Parsons, Bá tước thứ ba của Rosse, ông lưu ý rằng nhiều khám phá được tuyên bố của ông được thực hiện bởi một trong những trợ lý của ông. Trong trường hợp NGC 492, phát hiện này được thực hiện bởi Bindon Stoney , người đã phát hiện ra nó cùng với NGC 486, NGC 490 và NGC 500 trong quá trình quan sát NGC 488 bằng kính viễn vọng 72" của Lord Rosse.
Đối tượng ban đầu được Stoney mô tả là "cực kỳ mờ, nhỏ, tròn, đường kính 25", độ sáng bề mặt thấp, không tập trung ". Vị trí được ghi nhận là "trên đường với một mag 12 sao 3,7 'NW và một cặp mag mờ 14-14,5 sao 2' NW".